# Геза Калочаї
Геза Калочаї (угор. Kalocsay Géza; 30 травня 1913, Берегове, Австро-Угорщина — 26 вересня 2008, Будапешт, Угорщина) — чехословацький і угорський футболіст, нападник. Другий представник з території сучасної України на чемпіонаті світу з футболу і перший переможець клубного європейського турніру. З середини 40-х років — футбольний тренер.

## Спортивна кар'єра
Народився 30 травня 1913 у місті Берегове. Грав за місцеву команду «Уніон». У дев'ятнадцять років переїхав до Праги, навчатися у Карловому університеті. Паралельно виступав у складі футбольного клуба «Спарта». Разом із Фердинандом Фачінеком, Олдржихом Заїчеком, Раймоном Бреном та Олдржихом Неєдлим входив до основної атакувальної п'ятірки клуба середини 30-х років. Сам вражав ворота суперників досить рідко, але його проходи по флангу завжди загострювали ігрову ситуацію на полі. Володів відмінною технікою, високою швидкістю та точним пасом. Протягом перших трьох сезонів «Спарта» поступалася «Славії» у внутрішньому чемпіонаті, але вважалася одним з найкращих клубів континентальної Європи.
У розіграші кубка Мітропи 1935 празька команда перемогла «Фірст Вієнну», «Фіорентіну», «Ювентус» і «Ференцварош» у фіналі (1:2, 3:0). Геза Калочаї брав участь в усіх дев'яти матчах. В сезоні 1935/36 «Спарта» перемогла в чемпіонаті Чехословаччини. А восени знову грала у фіналі кубка Мітропи, але цього разу сильнішим виявився суперник — віденська «Аустрія». За п'ять сезонів у «Спарті» Калочаї провів 169 матчів (52 голи); в тому числі 89 матчів (27 голів) у лізі та 27 матчів (1 гол) — у кубку Мітропи.
9 квітня 1933 року дебютував у складі національної збірної. Чехословацькі футболісти у Відні перемогли господарів з рахунком 2:1. Обидва голи у переможців забив гравець «Славії» Антонін Пуч. Наступного року був у складі збірної Чехословаччини на чемпіонаті світу в Італії. Змагання проходили за кубковою схемою. Чехословацькі гравці здобули перемоги над збірними Румунії (2:1), Швейцарії (3:2), Німеччини (3:1) і вийшли до фіналу. 10 червня 1934 на римському стадіоні ПНФ італійці лише в додатковий час перемогли чехословацьку збірну (2:1). У матчах турніру атакувальна ланка віце-чемпіонів складалася із Франтішека Юнека, Франтішека Свободи (або Йозефа Сильного), Їржі Соботки, Олдржиха Неєдлого і Антоніна Пуча, а Геза Калочаї був гравцем резервного складу. У 1935 році він провів ще два матчі у складі збірної Чехословаччини: із Австрією (0:0) та Угорщиною (0:1).
1937 переїздить до Франції, два сезони виступає у складі «Олімпіка» з Лілля. В сезоні 1938/39 його команда грала у фіналі кубка Франції з паризьким «Расингом». Геза Калочаї зрівняв рахунок на 19-й хвилині, але цього виявилося замало. Остаточний рахунок — 3:1 на користь суперників.
Сезон 1939/40 проводить у складі будапештського «Кішпешта». Команда завершує чемпіонат на п'ятому місці, а Геза Калочаї отримує запрошення до збірної Угорщини. На той час у Європі набирала обертів друга світова війна і Чехословаччини, як незалежної держави не існувало. За угорську збірну провів два матчі: проти Швейцарії (3:0) та Німеччини (2:2).
У складі «Ференцварош» (Будапешт) здобув титул чемпіона Угорщини 1940/41. За цей клуб у лізі провів 17 матчів та забив 9 голів. Останні два сезони, своєї футбольної кар'єри, виступав за «Уйпешт» (срібний призер 1942 року).

## Тренерська діяльність
Після війни почав працювати тренером. Протягом десяти років очолював маловідомі угорські команди «Ньїредьгаза», «Папа Перуц», «Локомотив» (Дебрецен), «Гонвед» (Сегед), «Вашаш Іззо» та «Печ Дожа». У 1954 входив до тренерського штабу збірної Угорщина, яка на чемпіонаті світу здобула срібні нагороди.
Справжнє визнання, як тренера, здобув за кордоном. У 1957/58, з белградським «Партизаном», став срібним призером чемпіонату Югославії. Наступні три сезони очолював бельгійський «Стандард». Під його керівництвом команда з Льєжу, вдруге у своїй історії, перемогла у чемпіонаті Бельгії.
У 1961 отримав запрошення очолити «Уйпешт Дожа» (Будапешт). У боротьбі за чемпіонство команда поступилася «Вашашу», а в півфіналі кубка володарів кубків — італійській «Фіорентині».
Найбільш вдалими були три сезони у польському «Гурнику». З першої спроби — перемога у чемпіонаті Польщі. Наступного сезону вдалий виступ у кубку європейських чемпіонів. Команда із Забже здобула перемоги над шведським «Юргорденом» та київським «Динамо», а у чвертьфіналі поступилася майбутньому переможцеві — англійському клубу «Манчестер Юнайтед».
На п'ять років повернувся до Угорщини. Очолював «Ференцварош», «Відеотон» та МТК. З «Ференцварошем» здобув срібні нагороди національного чемпіонату 1970 року. З 1974 по 1980 рік працював головним тренером збірної Пакистану.
Тренерську діяльність завершив у єгипетському «Аль-Аглі». За два сезони, команда з Каїру, виграла два національних чемпіонату, кубок країни і, вперше у своїй історії, кубок африканських чемпіонів.
Помер 26 вересня 2008 року на 96-му році життя у Будапешті.

## Досягнення

### Гравець
- Віце-чемпіон світу (1): 1934
- Володар кубка Мітропи (1): 1935
- Фіналіст кубка Мітропи (1): 1936
- Чемпіон Чехословаччини (1): 1936
- Віце-чемпіон Чехословаччини (4): 1933, 1934, 1935, 1937
- Володар середньочеського кубка (2): 1934, 1936
- Чемпіон Угорщини (1): 1941
- Віце-чемпіон Угорщини (1): 1942

### Тренер
- Чемпіон Бельгії (1): 1961
- Віце-чемпіон Угорщини (2): 1962, 1970
- Чемпіон Польщі (1): 1967
- Віце-чемпіон Польщі (1): 1969
- Володар кубка Польщі (2): 1968, 1969
- Володар кубка чемпіонів КАФ (1): 1982
- Чемпіон Єгипта (2): 1981, 1982
- Володар кубка Єгипта (1): 1981

## Статистика
Статистика виступів за національні збірні:
| № | Дата та місце проведення | Команда        | Рахунок | Суперник  |
| - | ------------------------ | -------------- | ------- | --------- |
| 1 | 9 квітня 1933 Відень     | Чехословаччина | 2 : 1   | Австрія   |
| 2 | 14 квітня 1935 Прага     | Чехословаччина | 0 : 0   | Австрія   |
| 3 | 22 вересня 1935 Будапешт | Чехословаччина | 0 : 1   | Угорщина  |
| 4 | 31 березня 1940 Будапешт | Угорщина       | 3 : 0   | Швейцарія |
| 5 | 7 квітня 1940 Берлін     | Угорщина       | 2 : 2   | Німеччина |